# Севернойеменский диалект арабского языка
Севернойеменский диалект арабского языка, диалект Саны (араб. اللهجة الصنعانية‎) — один из йеменских диалектов, относящийся к южноаравийской подгруппе восточной группы диалектов арабского языка.
«Севернойеменским диалектом» принято называть диалект столицы Йемена города Саны (англ. Sanaani Arabic). По данным на 1996 год, число носителей севернойеменского диалекта составляло 7,6 млн человек. На севернойеменском диалекте говорят на территории от Саады на севере Йемена до Саны на центральнойеменском нагорье. На юго-западе страны и на побережье Красного моря распространён южнойеменский диалект (таизско-аденский); в восточном Йемене — хадрамаутский диалект; на дальнем востоке — южноаравийские языки: мехри и хобйот.